# Androprosopa vaillantiana
Androprosopa vaillantiana är en tvåvingeart som beskrevs av Sinclair 1996. Androprosopa vaillantiana ingår i släktet Androprosopa, och familjen mätarmyggor.
Artens utbredningsområde är North Carolina. Inga underarter finns listade i Catalogue of Life.